# Stine Lise Hattestad
Stine Lise Hattestad, född den 30 april 1966 i Oslo, Norge, är en norsk freestyleåkare.
Hon tog OS-brons i damernas puckelpist i samband med de olympiska freestyletävlingarna 1992 i Albertville.
Därefter tog hon OS-guld i damernas puckelpist i samband med de olympiska freestyletävlingarna 1994 i Lillehammer.